# Albert Durand
Albert Durand (Grasse, 16 dicembre 1918 – El'nja, 1º settembre 1943) è stato un militare e aviatore francese, asso dell'aviazione da caccia francese nel corso della seconda guerra mondiale con 11 vittorie ottenute in 180 missioni.

## Biografia
Nacque a Grasse, dipartimento delle Alpi Marittime, il 16 dicembre 1918. Iscrittosi in giovane età all'Aero Club di Provenza, ottenne il brevetto di pilota civile. Nell'aprile 1938 fu arruolato nell'Armée de l'air assegnato alla Scuola di volo basico di Nîmes dove effettuò i suoi primi voli a bordo degli aerei da addestramento ottenendo il brevetto di pilota militare nel mese di luglio venendo poi assegnato a una squadriglia da caccia a Sidi-Ahmed in Tunisia.
Promosso caporale nel mese di ottobre, divenne sergente nel febbraio 1939 e sei mesi più tardi, all'atto della dichiarazione di guerra alla Germania, fu assegnato al GC III/I.
Il suo gruppo fu inviato sul fronte occidentale nel mese di dicembre, basato nel Nord vicino a Saint-Omer. Il 10 maggio 1940, con l'inizio della battaglia di Francia, conseguì la sua prima vittoria aerea abbattendo un bombardiere Heinkel He 111 dopo un lungo inseguimento a bassa quota volando a bordo di un caccia Morane-Saulnier MS 406. Continuò a combattere fino al giugno 1940, quando aveva conseguito 4 vittorie aeree, e fu sorpreso dalla proclamazione dell'armistizio a Salon-de-Provence. Nel novembre di quell'anno venne posto in congedo, e ritornò a lavorare presso l'impresa paterna.
Qualche mese più tardi, nel luglio 1941, chiese, ed ottenne, di essere assegnato al Groupe de chasse I/III di stanza a Orano, in Algeria. Strinse amicizia con i colleghi Marcel Albert e Marcel Lefèvre con cui, dopo essersi appropriato di un aereo da caccia Dewoitine D.520, il 14 ottobre dello stesso anno raggiunse Gibilterra. Egli, rimasto vittima di problemi all'elica, si posò in territorio spagnolo a la Linéa, ma ripartì e si posò subito in territorio britannico. 
Arrivato in Gran Bretagna nel mese di dicembre, si arruolò subito nelle Forces aériennes françaises libres (FAFL) e il 1 gennaio 1942 fu inviato (matricola FAFL 30.909) a centro di addestramento di Camberley. Nel marzo successivo, in qualità di aspirante, venne assegnato alla No.61 Operationnal Training Unit, e infine, il 15 maggio, al No.340 Squadron "Ile-de-France" di stanza sul campo d'aviazione di Westhampnett. Volando sui Supermarine Spitfire Mk.Vb seguì numerose missioni belliche sui territori della Francia occupata prima di partire volontario per combattere sul fronte orientale raggiungendo il Reggimento da caccia 2/30 Normandie-Niémen, allora in costituzione a Rayak, in Libano. Imbarcandosi a Glasgow raggiunse Lagos, in Nigeria, e poi via aereo Il Cairo, in Egitto per poi raggiungere il Libano. 
Arrivò in Unione Sovietica, a Ivanovo (250 km a nord-est di Mosca), il 29 novembre 1942 rimanendo in addestramento sui caccia Yakovlev Yak-1M fino alla metà del mese di marzo, e con il grado di sottotenente fu considerato uno dei migliori piloti del gruppo.
Il 22 marzo 1943 l'unità decollò da Ivanovo con i suoi 14 caccia Yak-1M per raggiungere il campo di Monkounino, nei pressi di Polotniani-Zavod, a circa 50 km dal fronte.  Le missioni di volo consistevano nella scorta ai cacciabombardieri Petlyakov Pe-2 in un settore dove la caccia nemica era rappresentata dai reparti della 1ª Armata aerea "Mölders".
Il 5 aprile 1943, insieme al collega Albert Preciozi, ottenne la prima vittoria del "Normandie", abbattendo un caccia Focke-Wulf Fw 190 sopra Roslav.
Nel luglio 1943 partecipò brillantemente alla battaglia di Orel.
Con 11 vittorie al suo attivo, di cui 10 omologate, conseguite in 180 missioni di combattimento, scomparve sopra il cielo di El'nja nel corso di un combattimento aereo il 1 settembre 1943, volando a bordo di uno Yakovlev Yak-9. Ufficialmente dichiarato disperso in azione, il suo corpo non venne mai ritrovato.